# Hibbertia fasciculiflora
Hibbertia fasciculiflora är en tvåhjärtbladig växtart som beskrevs av K.R.Thiele. Hibbertia fasciculiflora ingår i släktet Hibbertia och familjen Dilleniaceae. Inga underarter finns listade i Catalogue of Life.